# Malbrough s’en va-t-en guerre

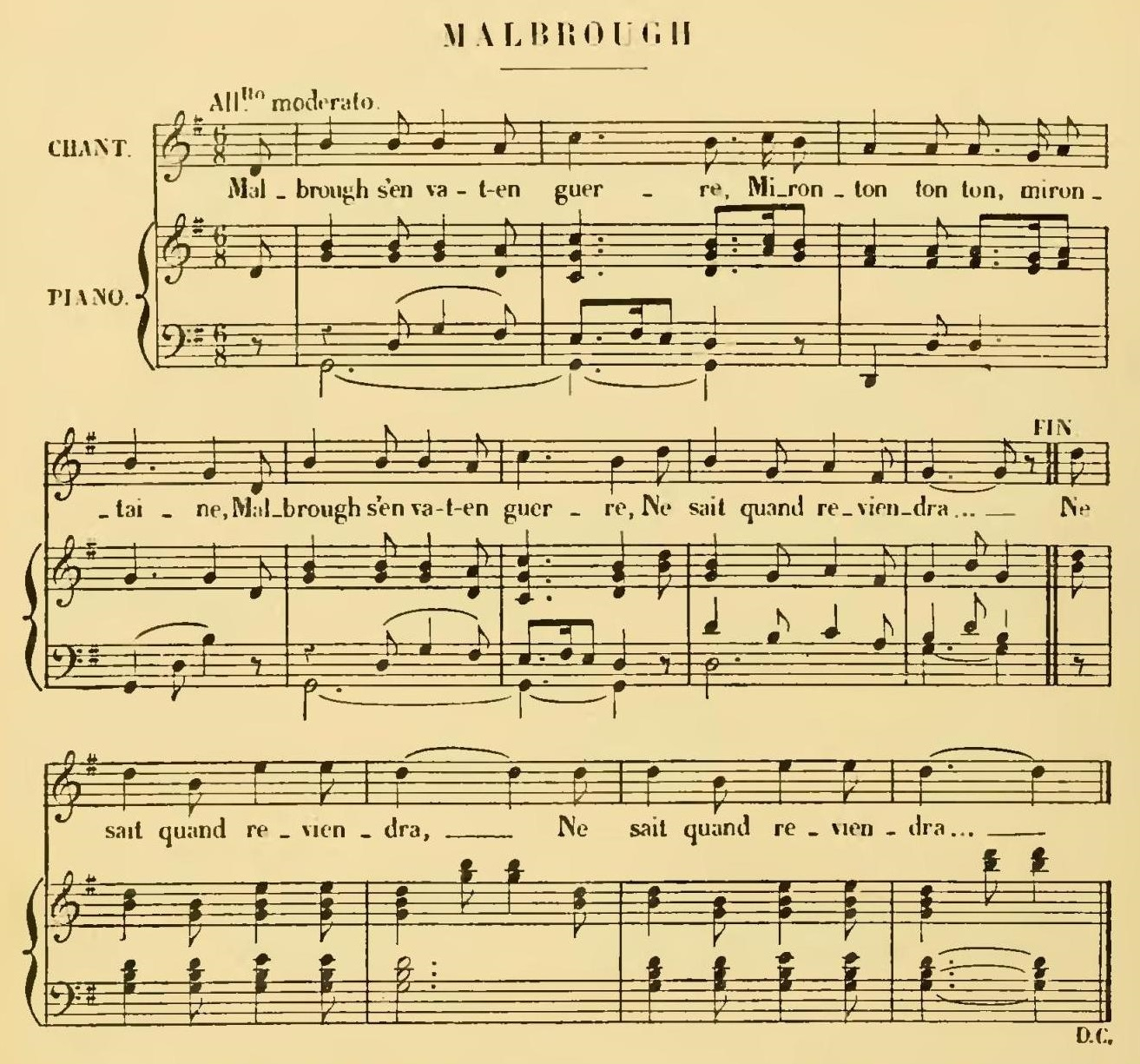
Malbrough s'en va-t-en guerre

Malbrough s’en va-t-en guerre („Malbrough zieht in den Krieg“) ist ein französisches Soldaten-, Volks- und Kinderlied aus dem 18. Jahrhundert. Das Spottlied auf den (vermeintlichen) Tod des britischen Feldherrn John Duke of Marlborough wurde auch außerhalb Frankreichs sehr bekannt.

## Geschichte
Mit „Malbrough“ – auch verschiedene andere Schreibweisen kommen vor – ist der Duke of Marlborough gemeint, der im Spanischen Erbfolgekrieg als führender britischer Militär auch in Frankreich breiten Volksschichten bekannt wurde. Als sich nach der Schlacht bei Malplaquet 1709 in Frankreich die Nachricht verbreitete, Marlborough sei gefallen – in Wirklichkeit starb er erst 1722 im eigenen Bett –, entstand nach älteren Vorbildern das Spottlied Malbrough s’en va-t-en guerre mit seinem witzigen, aber poetisch anspruchslosen Text und seiner ohrwurmartigen Melodie. Außer dem Namen des Feldherrn hat es mit dessen Biografie keine Berührungspunkte. Harnisch und Schild sind Accessoires aus der Ritterzeit. Die Schlussstrophen sind frivoler Scherz.
Für eine besondere Popularität des Liedes gibt es bis in die 1770er Jahre keine Belege. Sein plötzlicher Aufstieg zum allgegenwärtigen Gassenhauer wird mit der Geburt des Kronprinzen Louis de Bourbon 1781 in Verbindung gebracht. Seine Amme, Madame Poitrine, habe es ihm beim Wiegen gern vorgesungen, und so sei es der Königin, dem König, dem Hof, den Parisern und schließlich der ganzen Nation bekannt geworden. In der Tat gab es in den Jahren vor und nach der Revolution eine regelrechte Malbrough-Manie, von der u. a. Goethe in den 1790er Jahren mit Widerwillen berichtet. Beaumarchais lässt in seiner berühmten Komödie Figaros Hochzeit 1784 den Cherubino sein Liebesleid auf die Malbrough-Melodie singen („Que mon coeur, que mon coeur a de peine“ statt „Mironton, mironton, mirontaine“). In Beethovens Schlachtenmusik Wellingtons Sieg (1813) repräsentiert die Malbrough-Melodie das französische Heer. Zu dieser Zeit kannte sie ganz Europa, und auch in Nordamerika und in der arabischen Welt wurde sie gesungen. Im englischen Sprachraum wurde der Melodie der Gratulationstext For He’s a Jolly Good Fellow unterlegt.

## Text
| Text bei Weckerlin (1870) | Übersetzung |

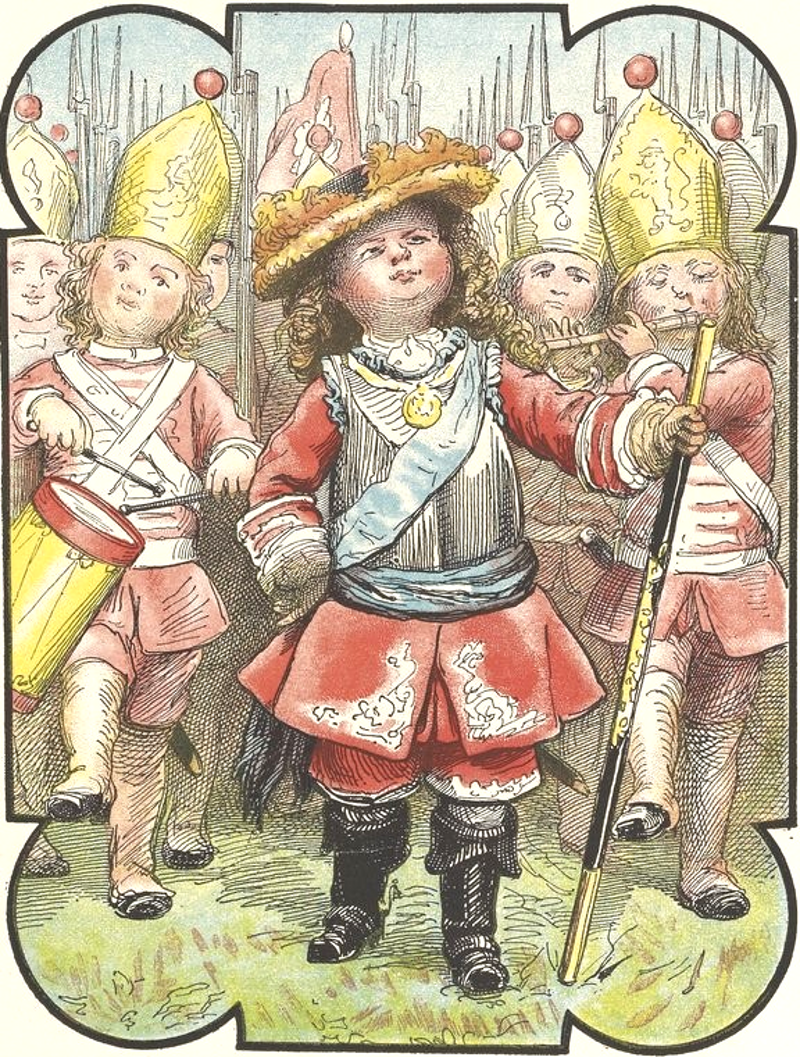
Malbrough zieht in den Krieg (Illustrationen von Lorenz Frølich, 1878)

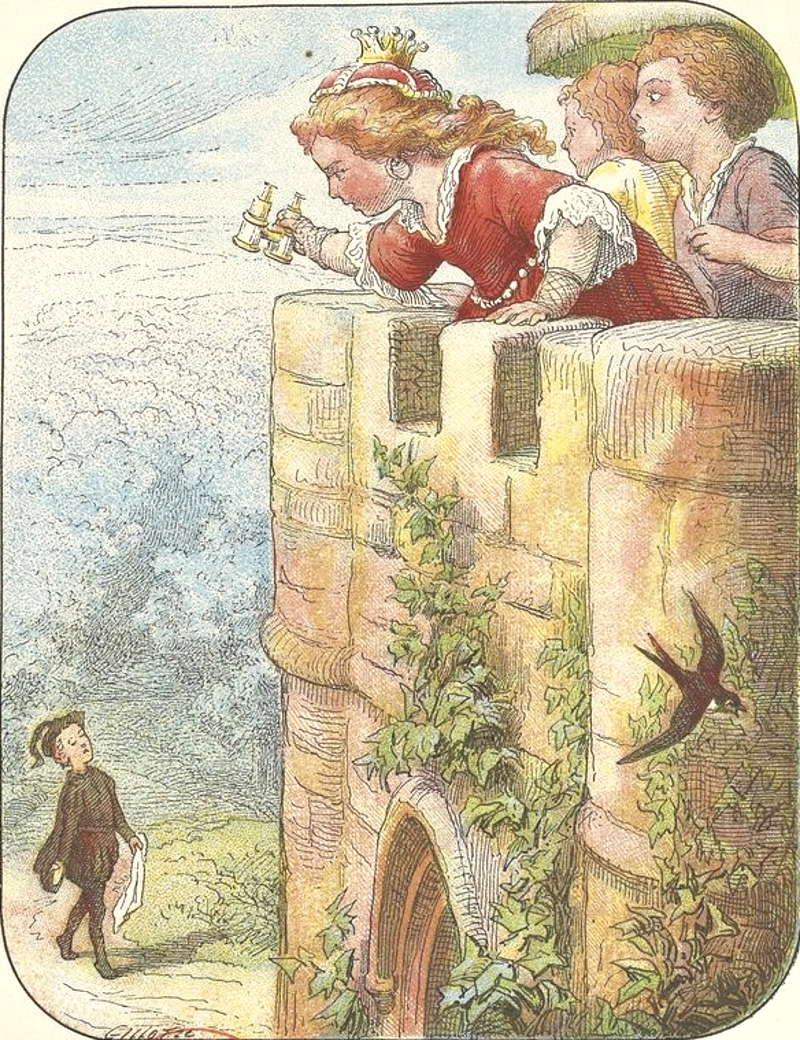
Madame erblickt den Pagen

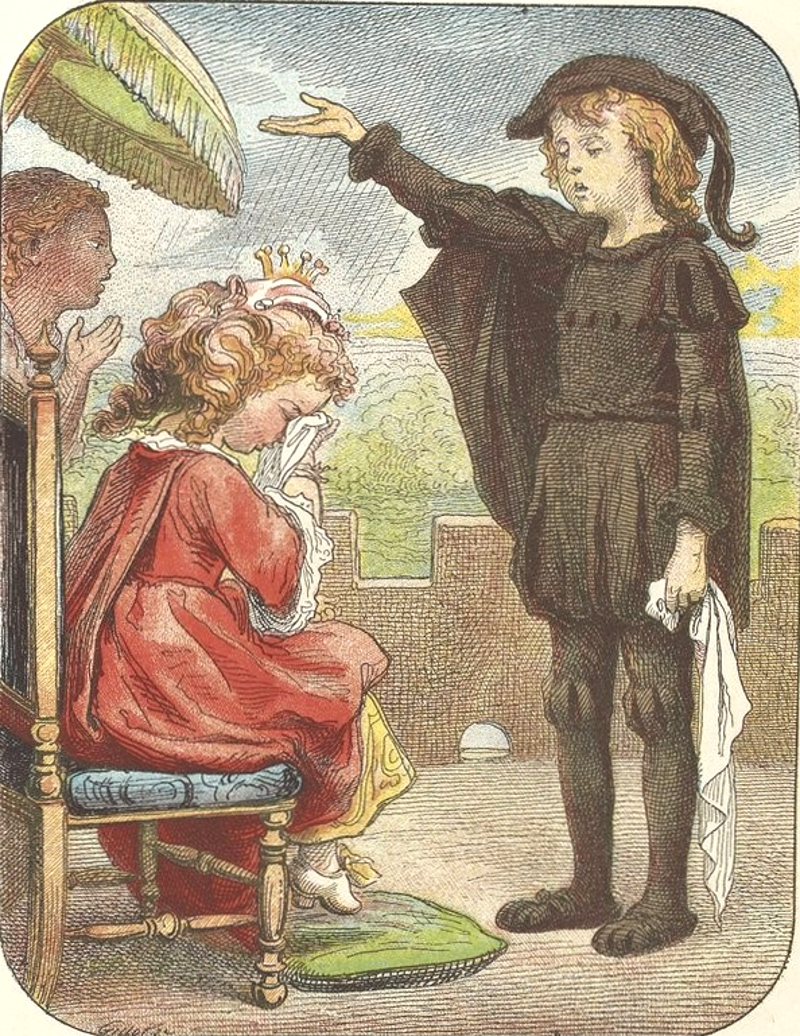
Die Nachricht

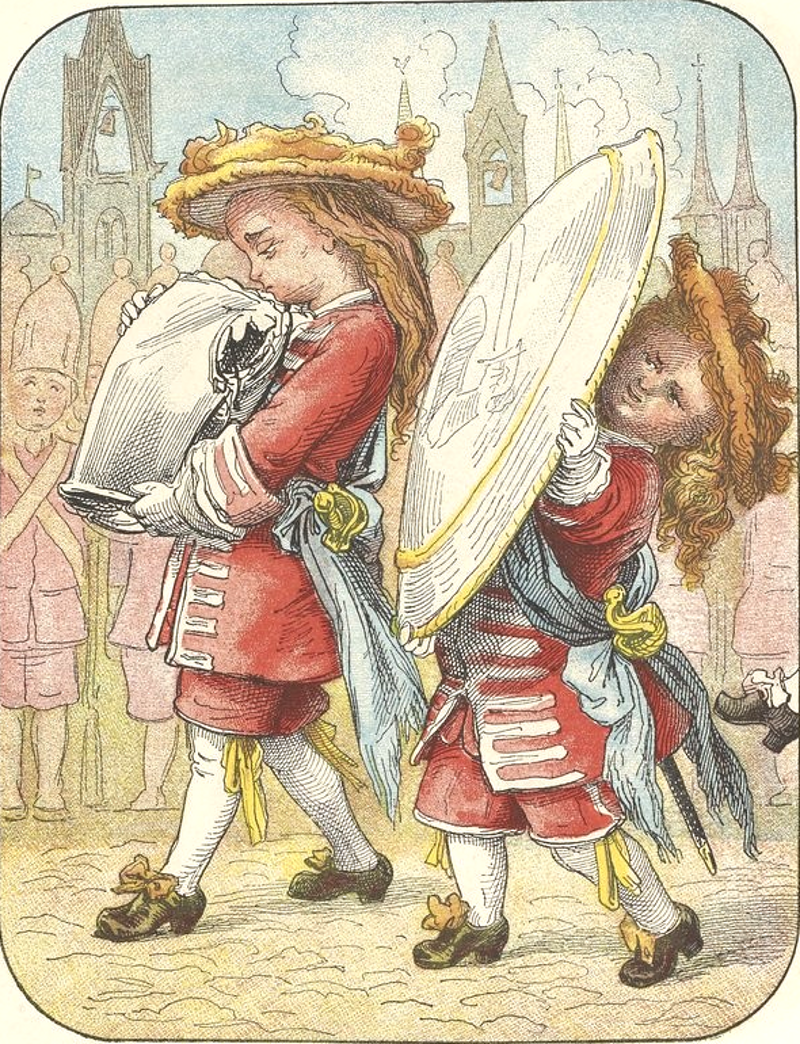
Der Trauerzug (I)

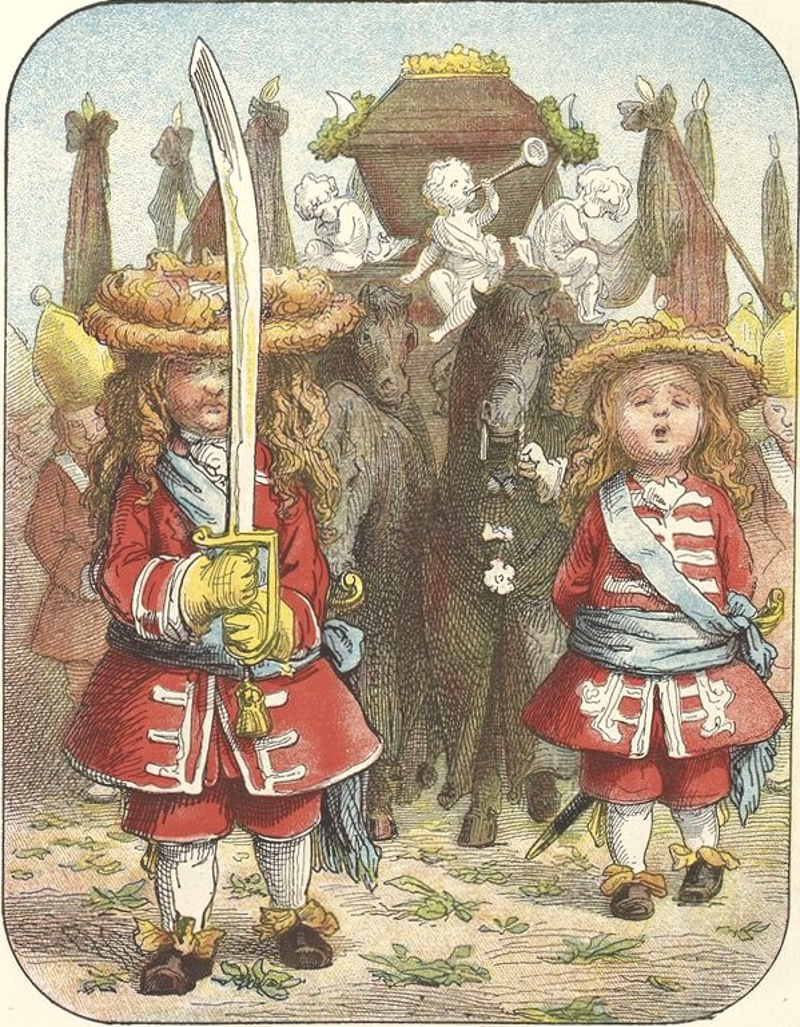
Der Trauerzug (II)

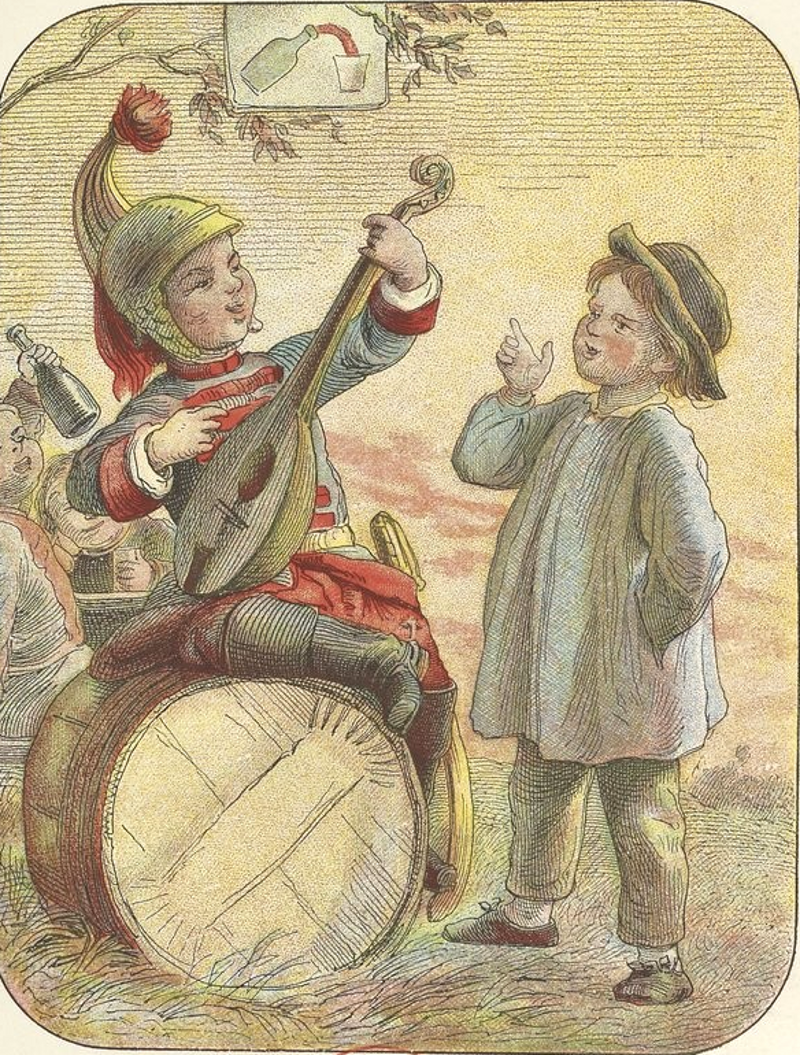
Malbroughs (Trink-)Siege werden besungen

| Malbrough s’en va-t-en guerre, Mironton ton ton, mirontaine, Malbrough s’en va-t-en guerre, Ne sait quand reviendra, \|: Ne sait quand reviendra :\| Malbrough s’en va-t-en guerre, Mironton ton ton, mirontaine, Malbrough s’en va-t-en guerre, Ne sait quand reviendra. Il reviendra-z-à Pâques, … Ou à la Trinité. La Trinité se passe, … Malbrough ne revient pas. Madame à sa tour monte, … Si haut qu’ell’ peut monter. Elle aperçoit son page, … Tout de noir habillé. «Beau page, ah! mon beau page, … Quell’ nouvelle apportez?» — Aux nouvell’s que j’apporte, … Vos beaux yeux vont pleurer. Quittez vos habits roses, … Et vos satins brochés. Monsieur d’Malbrough est more, … Est mort et enterré. J’lai vu porter-z-en terre, … Par quatre-z-officiers. L’un portait sa cuirasse, … L’autre son bouclier. L’un portait son grand sabre, … Et l’aut’ ne portait rien. A l’entour de sa tombe, … Romarins l’on planta. Sur la plus haute branche, … Le rossignol chanta. On vit voler son âme, … Au travers des lauriers. Chacun mit ventre à terre, … Et puis se releva. Pour chanter les victoires, … Que Malbrough remporta. La cérémonie faite, … Chacun s’en fut coucher. Les uns avec leurs femmes, … Et les autres tout seuls. Ce n’est pas qu’il en manque, … Car j’en connais beaucoup. Des blondes et des brunes, … Et des châtaign’s aussi. Je n’en dis davantage, … Car en voilà-z-assez. | Malbrough zieht in den Krieg, mironton ton ton, mirontaine, Malbrough zieht in den Krieg, er weiß nicht, wann er wiederkommt, \|: er weiß nicht, wann er wiederkommt, :\| Malbrough zieht in den Krieg, mironton ton ton, mirontaine, Malbrough zieht in den Krieg, er weiß nicht, wann er wiederkommt. Zu Ostern wird er wiederkommen oder zu Trinitatis. Trinitatis geht vorüber, Malbrough kommt nicht wieder. Madame, seine Frau, steigt hoch, so hoch sie nur steigen kann. Sie erblickt seinen Pagen, ganz in Schwarz gekleidet. „Schöner Page, ach, mein schöner Page, welche Nachricht bringt Ihr?“ — Über die Nachrichten, die ich bringe, werden Eure schönen Augen weinen. Legt Eure roten Kleider ab und Eure kostbaren Gewänder. Monsieur de Malbrough ist tot, ist tot und begraben. Ich sah, wie er zu Grabe getragen wurde von vier Offizieren. Der eine trug seinen Harnisch, der andere seinen Schild. Der eine trug seinen großen Säbel und der andere trug nichts. Rund um sein Grab pflanzte man Rosmarinsträucher. Auf dem höchsten Zweig sang die Nachtigall. Man sah seine Seele entschweben durch die Lorbeerbäume. Jeder warf sich zu Boden und stand dann wieder auf, um die Siege zu besingen, die Malbrough davontrug. Nach der Feierlichkeit eilte jeder zu Bett, die einen mit ihren Frauen und die anderen allein. Nicht weil es daran fehlt, denn ich kenne viele, blonde und braune und auch kastanienfarbige. Mehr sage ich davon nicht, denn das hier reicht. |